# 中山智香子 (経済学者)
中山 智香子（なかやま ちかこ、1964年 - ）は、日本の経済学者。専門は経済思想史。
東京外国語大学総合国際学研究院（国際社会部門・国際研究系）教授。博士 (社会経済学、ウィーン大学)。神奈川県横浜市生まれ。

## 来歴
1987年3月、早稲田大学政治経済学部経済学科卒業。1989年3月、同大学大学院経済学研究科理論経済学・経済史専攻修士課程修了。1995年1月、同大学院経済学研究科理論経済学・経済史専攻博士後期課程単位取得退学。1995年7月、ウィーン大学大学院経済学研究科博士課程修了。
1995年4月熊本大学文学部史学科文化史学講座講師（-1999年3月）、1999年4月同助教授（-2000年3月）。2000年4月東京外国語大学大学院地域文化研究科国際協力講座助教授・准教授（-2009年3月）。2009年4月、大学院重点化による所属変更に伴い、同大学総合国際学研究院准教授（- 2010年3月）。2010年4月から同教授。

## 著書

### 単著
- 『経済戦争の理論: 大戦間期ウィーンとゲーム理論』勁草書房（2010年）ISBN 978-4326154104
- 『経済ジェノサイド: フリードマンと世界経済の半世紀』平凡社新書（2013年）ISBN 978-4582856668

### 共著・編著
- 『アルジャジーラとメディアの壁』、石田英敬・西谷修・港千尋と共著、岩波書店（2006年）ISBN 978-4000220347

### 翻訳
- ジョヴァンニ・アリギ,　デヴィッド・ハーヴェイ,　山下範久　『北京のアダム・スミス――21世紀の諸系譜』作品社、（2011年）ISBN 978-4861823190
- フリードリヒ・ハイエク 『思想史論集（ハイエク全集 第2期第7巻）』、中山智香子・太子堂正称・吉野裕介訳、春秋社、（2009年）ISBN 978-4393621974
- ハインツ・D・クルツ（英語版） 『シュンペーターの未来: マルクスとワルラスのはざまで』日本経済評論社、（2008年）ISBN 978-4818819795
- ドナルド・A・ギリース（英語版） 『確率の哲学理論』日本経済評論社、（2004年）ISBN 978-4818817036
- エドワード・メルツ（ドイツ語版） 『シュムペーターのウィーン: 人と学問』日本経済評論社、（1998年）ISBN 978-4818809925